# Нова Вес (Србац)
Нова Вес (Кобашки луг) је насељено мјесто у општини Србац, Република Српска, БиХ.

## Спорт
Нова Вес је сједиште фудбалског клуба Црвена земља, који се тренутно такмичи у Првој лиги Републике Српске.

## Становништво
| Демографија | Демографија | Демографија |
| Година      | Становника  | Становника  |
| ----------- | ----------- | ----------- |
| 1948.       | 372         |             |
| 1953.       | 205         |             |
| 1961.       | 198         |             |
| 1971.       | 268         |             |
| 1981.       | 351         |             |
| 1991.       | 376         |             |
| 1993.       | 393         |             |